# サマンサ・モルダー
サマンサ・T・モルダー（Samantha T. Mulder,1965年-1979年? ）はアメリカ合衆国とカナダで製作されたテレビドラマ『X-ファイル』に登場する架空の女性であり、ヴァネッサ・モーレイ、ミーガン・リーチ、ブリアン・ベニス、アシュリン・ローズ、ミミ・ペイリーによって演じられた。
なお、シーズン10第1話「闘争 Part.1」において、それまでのシリーズで展開されてきた「ミソロジー」を一挙に覆す展開があった。そのため、サマンサに関する設定も後々変更される可能性がある。

## 家族構成
- 父親:ビル・モルダー
- 母親:ティナ・モルダー
- 異父兄:フォックス・モルダー

## 生涯
1973年11月27日の夕方、マサチューセッツ州マーサズ・ヴィニヤード。自宅にいたサマンサ・モルダー（当時8歳）は兄のフォックス（当時12歳）の目の前でエイリアンに誘拐された。この一件がきっかけとなって、モルダーは生涯をかけてエイリアンの陰謀と戦うことになった。『X-ファイル』の多くのエピソードにおいて、モルダーは妹のサマンサの行方を捜し続けたが、その試みは悉く失敗に終わった。
1995年にサマンサを名乗る女性がモルダーの目の前に現れた。モルダーは彼女が本当にサマンサなのか自信を持てずにいたが、「アブダクションの後記憶を失ってしまった。1979年に地球に戻ってきた後、私は養父母の手で育てられた。」という彼女の主張を偽とする証拠もなかった。彼女がモルダー一家にコンタクトを取ったのは、突然記憶が戻り始めたからだという。しかし、この人物はサマンサのクローンの一人に過ぎなかった。それでもなお、モルダーは彼女たちを守ろうとしたが、バウンティハンターの手で皆殺しにされてしまった。
その後、モルダーはジェレマイア・スミスに連れられてアルバータ州の養蜂場を訪れた。そこで彼が見たのは、サマンサのクローンの集団であった。彼女たちの姿は1973年に誘拐された当時のままであった。クローンたちはエイリアンとシンジケートのブラックオイル拡散計画に従事させられていた。しかし、またしてもバウンティハンターに襲撃され、クローンたちは皆殺しになってしまった。
シーズン4中盤、モルダーはジョン・リー・ローチという男が起こした事件の捜査を担当することになった。かつて、モルダーはローチのプロファイリングを担当したことがあり、13人の少女を殺害した容疑で彼を逮捕するのに貢献した。ローチには、被害者が着用していた衣服の一部をハート型に切り取る習性があった。夢を通して、モルダーはさらに3人の被害者が存在することを知った。ローチは言葉巧みにモルダーを誘導し、「サマンサを殺したのもローチだ」と信じ込ませかけた。ローチはモルダーに連れてこられた家でサマンサ殺害の詳細を語ったが、その場所が別人の家であることに気が付かなかったため、嘘がばれてしまった。さらに犯行を重ねようとしたローチは「俺を殺せば犠牲者の最後の1人の正体が分からなくなるぞ」とモルダーを脅したが、彼はそれを気に留めることなくローチを銃殺した。結果、ローチの言う通り、最後の犠牲者がサマンサではないと確定することができなくなってしまった。
シーズン5序盤、シガレット・スモーキング・マンはモルダーにある女性を会わせた。彼女は「私の母はちょっと前に亡くなりました。スモーキング・マンが私の父親です。」と語り、モルダーに少なからぬ衝撃を与えた。彼女はその後行方をくらませ、モルダーの目の前に現れることは2度となかった。後に、カサンドラ・スペンダーは「あの個体もサマンサのクローンでしょう」とモルダーに語った。
本物のサマンサの誘拐後の足取りが判明したのはシーズン7第11話「存在と時間 Part.2」だった。かつて、モルダーはサマンサ誘拐時の記憶を取り戻すべく催眠療法を受けたことがあった。そのときに取り戻した記憶は「妹がエイリアンに誘拐されたというのは、よくある補償的な幻想だ。その幻想があったばかりに、モルダーは妹がまだ生きているという希望を持ち続けてしまった」と評された。後に、モルダーは霊媒師の力を借りてサマンサの霊と交信しようとしたが、その際、彼女がアブダクションされたわけでも殺害されたわけでもないということが判明した。
1973年、シンジケートはエイリアンの地球入植を防ぐべく、彼らと同盟を結んだ。その際、エイリアン側はシンジケートのメンバーの子供を人質として提供するように求めてきたのである。シンジケートのメンバーでもあったビルは子供のどちらを差し出すべきか苦悩した。このことを知らされたティナは考えること自体を拒絶した。最終的に、ビルはモルダーを人質に差し出すことを決めたが、スモーキング・マンの命令でサマンサの方を差し出すことになったのであった。スモーキング・マンが人質として最低一人は女の子を差し出す必要があると考えていたためである。
霊媒師の助けで、モルダーはサマンサの古い日記を発見することができた。そこには、サマンサが誘拐後にエイリアンの実験台として苦痛を味わってきたこと、あらかたの実験を終えたサマンサがもうすぐ家に帰される予定であったことが書かれていた。その後、サマンサはカリフォルニア州にあるエイプリル空軍基地に軟禁されることになった。そこで、彼女はジェフリー・スペンダーと共に育てられ、今度はシンジケートが行う実験の被験者になった。スモーキング・マンはサマンサを洗脳し、自分を父親だと思い込ませた。エイリアンと人間のハイブリッドを生み出すための実験は苦痛に満ちたもので、サマンサは実験とそれに従事する科学者たちを憎悪するようになった。1979年、ついに苦痛に耐えきることができなくなったサマンサは、施設から逃走した。実験のせいで過去の記憶のほとんどを失っていたサマンサだったが、自分の父親の顔は朧気ながらも覚えていた。高速道路に迷い込んだサマンサは、警察に保護されて病院に搬送された。その病院の医師は彼女をパラノイアと診断した。サマンサは治療を受けることや個人情報を提供することを拒絶したが、ERの看護師であるアビュータス・レイには僅かながら心を開いたようだった。
それから十数年後、レイは正体不明の女の子についてスカリーに話していた。レイは「男たちが女の子を迎えに来たときには、彼女はもう病室にいなかったのです。病棟には厳重なロックがかかっていたというのに。」「1度だけ私は幻覚を見たことがあるのです。不思議にも、それは子供を亡くした人たちが見た幻覚と似ているのです。」と語った。実は、サマンサは不可思議な存在によって昇天したのであった。それは不幸な生活を送っていたり、残酷な運命に苦しんでいる無垢な子供の魂を救済する存在であった。シガレット・スモーキング・マンとその部下たちが病院にやって来たとき、不可思議な存在は過酷な実験の被験者にさせられるであろうサマンサを憐れみ、彼女をスターライトと呼ばれる霊体に昇華させたのであった。サマンサの死体が発見されなかったのもそれが原因であった。
病院の近くの森で、モルダーは不思議な体験をした。彼の目の前にサマンサの霊と他の子供たちの霊が現れたのである。モルダーはサマンサを抱きしめ、彼女が安らかな死を迎えられたことに安堵した。スカリーに大丈夫かと尋ねられたモルダーは「大丈夫だ。もう解放されたんだ。」と告げた。子供が突然行方不明になった親たちのように、モルダーはサマンサが安らかな眠りについたことを受け入れたのであった。
シーズン9最終話「真実 Part.1&2」において、裁判の証言台に立ったジェフリー・スペンダーが「自分とサマンサは空軍基地で一緒に暮らしていたが、1987年に彼女は亡くなった。」と証言した。劇場版第2作『X-ファイル: 真実を求めて』において、モルダーは失踪したFBI捜査官、モニカ・バナンにサマンサの姿を重ね合わせ、彼女の捜索に没頭した。